# Bradyopisthius paradoxurus
Bradyopisthius paradoxurus är en insektsart som beskrevs av Karsch 1887. Bradyopisthius paradoxurus ingår i släktet Bradyopisthius och familjen vårtbitare. Inga underarter finns listade i Catalogue of Life.